# Edward Norton
Edward Harrison Norton (født 18. august 1969) er en Oscarnomineret amerikansk skuespiller. Han blev født i Boston, Massachusetts og voksede op i Columbia, Maryland. Norton fik sit store gennembrud i thrilleren Primal Fear og opnåede med denne rolle stor ros og anerkendelse, hvilket udmundede i en Golden Globe Award og en Oscarnominering.

## Udvalgt filmografi
- A Complete Unknown
- Alita: Battle Angel (2019)
- Birdman (2014) - Mike Shiner
- The Grand Budapest Hotel (2014) - Inspector Henckels
- Bourne Legacy (2012) – Eric Byer
- Pride and Glory (2009) – Ray Tierney
- The Incredible Hulk (2008) – Bruce Banner "Hulk"
- Undaunted Courage (2007)
- Pride And Glory (2007) – Ray
- The Painted Veil (2006) – Walter Fane
- The Illusionist (2006) – Eisenheim
- Motherless Brooklyn (2005) – Lionel Essrog
- Down in the Valley (2005) – Harlan
- Kingdom of Heaven (2005)
- National Geographic's Strange Days on Planet Earth (2004)
- The Italian Job (2003) – Steve Frezelli
- 25th Hour (2002) – Monty Brogan
- Red Dragon (2002) – Will Graham
- Frida (2002) – Nelson Rockefeller
- Death to Smoochy (2002) – Sheldon Mopes/Smoochy the Rhino
- The Score (2001) – Jack Teller
- Catch Her In the Eye (2001) – J.D. Caulfield
- Imellem venner (2000) – Father Brian Finn
- Fight Club (1999) – Fortæller og skuespiller.
- American History X (1998) – Derek Vinyard
- Rounders (1998) – Lester 'Worm' Murphy
- Everyone Says I Love You (1996) – Holden Spence
- Folket mod Larry Flynt (1996) – Alan Isaacman
- Primal Fear (1996) – Aaron Stampler